# キヤノン AE-1

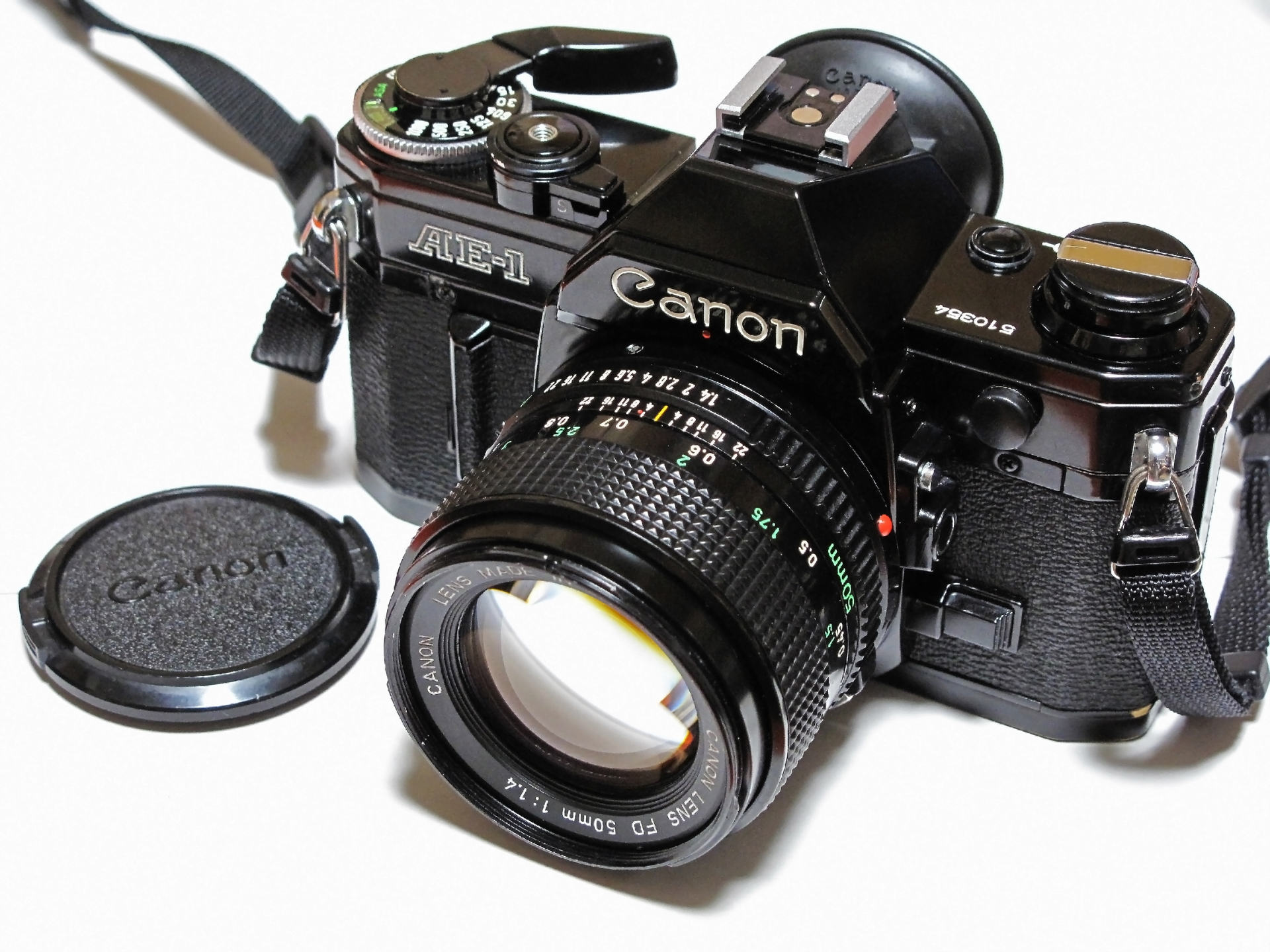
キヤノン AE-1

キヤノンAE-1は、1976年4月にキヤノンから発売された自動露出マニュアルフォーカス一眼レフカメラである。

## 概要
- キヤノンAE-1は、世界で初めてマイクロコンピュータ（テキサス・インスツルメンツ社製4ビットCPU）を内蔵したAE一眼レフカメラである。AEとはAutomatic Exposure、つまり自動露出のことである。AE-1では選択したシャッタースピードに合わせて絞りが自動設定される「シャッタースピード優先AE」方式を採用している。部品の電子化、ユニット化と自動組み立ての導入で、従来の一眼レフカメラより約300点の部品削減に成功し大量生産が可能となったため、他社の同クラスのカメラより2万円近く安い価格設定が実現できた。[1]
- コピーライターの秋山晶の手による「連写一眼」のキャッチコピーが話題となった。
- 「連写一眼」の由来となった同時発売の「パワーワインダーA」は、AE-1のボディに装着するとシャッターボタンを1回押すと1コマ巻き上げ、押し続けると連写になるという仕様で、AE-1の大ヒットにより他社もこの方式を採用していくこととなる。販売直後のワインダー装着率は、東京で100%、地方でも50%に達した。[2]
- シルバーボディとブラックボディがある。ボディ上部カバーはABS樹脂製で、真鍮で作った場合のデザインを再現したため、カメラ評論家でも樹脂製であることを最初は気付かなかったという。[3]

- 1981年に、プログラムAEモードを追加した「AE-1プログラム」が発売された。
- AE-1プログラムはAシリーズカメラの中で最後まで製造され、1988年8月31日、T70とともに生産終了し、同年11月1日よりオープン価格販売された。[4]

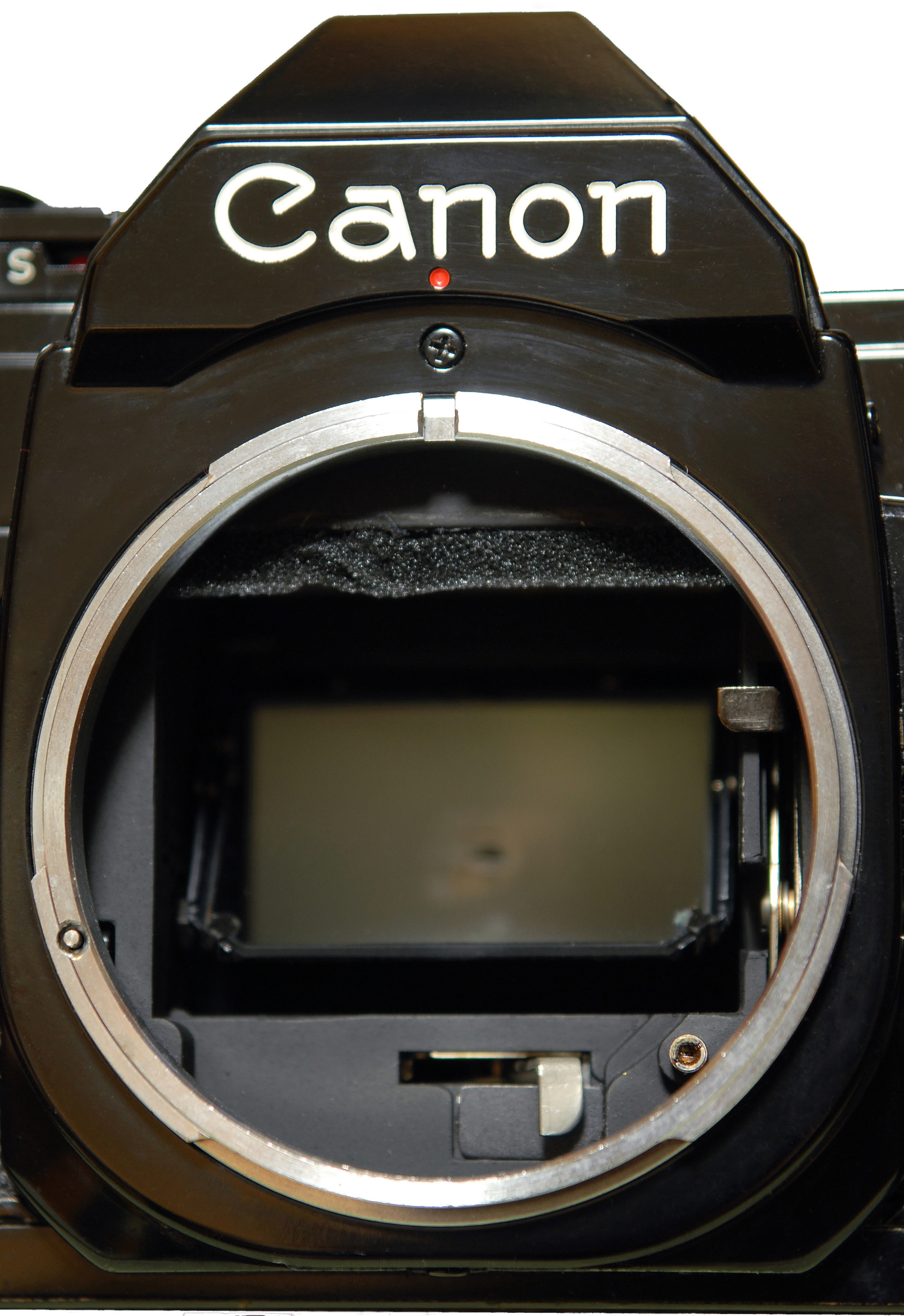
FDマウント